# Joseph d'Abbadie de Saint-Castin
Joseph d'Abbadie, baron de Saint-Castin, est un officier français qui a servi en Acadie.

## Biographie
Héritier du titre de baron à la suite du décès de son frère, Bernard Anselme, en 1720, Joseph d'Abbadie de Saint-Castin est le cinquième baron de Saint-Castin. Vivant parmi le peuple Abénaquis,avec son frère dont le nom est inconnu,  ces derniers lui ont conféré le rang de grand chef . Sept ans auparavant, lors de la signature du Traité d'Utrecht, donnant l'Acadie  de la France à l'Angleterre, les Abénaquis n'étaient aucunement engagés par ce traité. Ainsi, le nouveau baron a comme mission de maintenir l'allégeance des Abénaquis envers la France.
En 1721, par ruse, un capitaine d'un navire anglais capture Joseph d'Abbadie après l'avoir invité à se désaltérer à bord de son navire. Le capitaine se dirige ensuite à Boston où il fait prisonnier le baron jusqu'au mois de mai 1722. Il est relâché dans l'espoir d'apaiser la grognes du peuple des premières nations. 
Cinq ans plus tard, le baron de Saint-Castin est reconnu comme officier français. Au côté de son frère, Joseph continue de servir le Roi de France en s'assurant que les Abénaquis respectent la France tout en harcelant les anglais de la Nouvelle-Angleterre. 
En août 1746, le frère de Joseph décède de blessures reçues au cours d'une querelle publique. Cette année là marque aussi la fin de la trace de Joseph d'Abbadie dans l'histoire. 